# Michael Rosenberger (Klavierbauer)
Michael Rosenberger (* 13. April 1766 in Frohnhof, Franken; † 12. November 1832 in Wien) war ein deutscher Klavierbauer.

## Leben
1796 leistete er in Wien den Bürgereid. Wann er sich dort niederließ, ist unbekannt, doch vermutlich spätestens 1786, da das Bürgerrecht nach damaligem Gesetz erst nach zehnjährigem Aufenthalt in Wien erlangt werden konnte. 
Rosenberger gehörte zu den zahlreichen Klavierbauern, die die Instrumente von Anton Walter nachahmten. Walter war in den letzten beiden Jahrzehnten des 18. Jahrhunderts der führende Klavierbauer in Wien und bemühte sich, die Instrumente des berühmten Augsburger Klavierbauers Johann Andreas Stein zu übertreffen, indem er die Mechanik veränderte und den Klang verstärkte. 
Alle erhaltenen Flügel Rosenbergers besitzen die sogenannte Wiener Mechanik, eine Weiterentwicklung der von Stein spätestens 1781 erfundenen Prellmechanik.